# 视黄醛
视黄醛(Retinal)也称维生素A醛，分子式：C20H28O，是視黃醇氧化後的衍生物。
它是由β-胡萝卜素发生氧化断裂生成的。还原得到视黄醇，氧化得到视黄酸。
视黄醛是视紫红质的辅基。视觉细胞内11-顺式视黄醛与视蛋白组成视色素，11-顺式视黄醛吸收光后异构为全反式视黄醛，使视紫红质构象发生变化，启动了对大脑的神经脉冲，从而形成视觉。